# لئون کوکلبرخ
لئون کوکلبرخ (انگلیسی: Léon Coeckelberg؛ 1882 – ۱۹۵۰ (۶۷−۶۸ سال)) دوچرخه‌سوار اهل بلژیک بود.